# Luftfartens historie
Luftfartens historie er blevet udviklet gennem mere end to tusind år fra de første drager og forsøg på at hoppe ud fra et tårn, til supersoniske og hypersoniske fly.
Drageflyvning stammer fra flere hundrede år f.Kr. og bliver tænkt på som det første eksempel på et menneskelavet fly. Nogle drager var i stand til at føre en op i luften. Oldtidens kinesere sendte også små varmlufts lanterner og bambus-koptere(en lille legetøjs-helikopter lavet ud af bambus) med spinderotorer op i luften.
I det 15. århundrede var Leonardo da Vincis drøm om at flyve kommet til udtryk i flere rationelle men uvidenskabelige designs, selvom han ikke havde forsøgt at konstruere nogen af dem.
Bestræbelserne på at kunne analysere atmosfæren fra det 17. til det 19. århundrede opdagelsen af gaser såsom hydrogen, førte til at man begyndte at putte hydrogen ind i balloner, især luftballoner. 
Forskellige teorier om mekanik af fysikere i samme periode, som hydrodynamik og Newtons love, førte til oprettelsen af moderne aerodynamik.
Tøjrede balloner fyldt med varm luft blev anvendt i den første halvdel af det 19. århundrede og bidragede med en betydelig indsats på flere af krigene i midten af det 19.århundrede, især den amerikanske borgerkrig, hvor balloner sørgede for observationerne under Belejringen af Petersburg.
Udtrykket aviation (engelsk for luftfart), kommer fra stammen af det latinske ord for fugl: “avis”, og blev dannet i 1863 af den franske luftfartspioner Guillaume Joseph Gabriel de La Landelle (1812-1886) i "Aviation ou Navigation aérienne".

Det danske ord Flyvemaskine kan dog spores længere tilbage, og har i hvert fald været i brug siden 1809.
Eksperimenter med svævefly sørgede for fundamentet for tungere-end-luft luftfart, og fra starten af det 20. århundrede kom der store fremskridt i motorteknologi og aerodynamikker lagde grundelementerne til kontrollerbare, motordrevene fly for første gang.

## Primitive begyndelser

### Tårn-spring
Oprindelsen af menneskets trang til at flyve er gået tabt i den fjerne fortid. Fra de tidligste sagn der har omhandlet historier om mennesker fastspændt til bundne vinger som fugles, stive kapper eller andre enheder til mennesker som forsøger på at få dem til at flyve, typisk ved at hoppe ud fra en høj bygning. Det græske sagn omkring Daidalos og Icarus er en af de første man er bevidst om, andre var fra Indien, Kina og fra den sorte pest hærgen i Europa. Gennem disse tidlige perioder var der mange problemer med at få højde, stabilitet og kontrol, da de fysiske love ikke blev forstået, så de fleste forsøg endte i seriøse skader eller død.
Det første udspring man er bevidst om fra en høj bygning i middelalderens Europa går tilbage til 852 år e.Kr., da Armen Firman hoppede ud i Cordoba, Spanien, og skulle angiveligt havde dækket sin krop med fjer og med to vinger sat på hans arme. Eilmer af Malmesbury og mange andre blev ved med at lave forsøg som dem. Så sent som i år 1811, konstruerede Albrecht Berblinger en Ornitopter og hoppede ud i Donau ved Ulm.

### Drager
Dragen har måske været den første form for menneske-lavet luftfartøj. Det blev opfundet i Kina tilbage i år 500 f.Kr. af Mozi (Mo Di)) og Lu Ban (Gongshu Ban). Senere designs lignede oftest flyvende insekter, fugle, og andre uhyrer, både virkeligt og som sagnvæsen. Nogle blev udstyret med snore og andre med fløjter for at lave nogle musiklyde mens man fløj. Antikkens og middelalderens kinesiske kilder beskriver drager som noget til at beregne distancer, vind, løfte mænd, signalere og kommunikere, samt sende beskeder.
Drager spredte sig fra Kina til hele verden. Efter at blive introduceret i Indien, blev dragen videreudviklet til at blive en krigsenhed(kampdrage blev den kaldt), hvor en skarp linje blev brugt til at skære andre drager i stykker.

### Varmluftsballoner
Oldtidens kinesere forstod at varm luft stiger op ad og det kan man tydeligt se i deres lanterne, som er en mindre varmluftsballon. En kinesisk lanterne består af en papirballon med en lille lampe inden i. Kinesiske lanterner bliver traditionelt set sat i luften for nydelse eller ved specielle begivenheder, så som festivaler.
Ifølge Joseph Needham var sådanne lanterne kendt fra helt tilbage i år 300 f.Kr. Deres militær brugte det til at hædre deres general Zhuge Liang (180–234 e.Kr., med titlen Kongming), og sagn siger at han brugte dem til at skræmme fjendelige tropper.
Det er beviserne for at kineserne også "løste problemet for navigation i luften" vha. balloner, flere hundrede år før det 18. århundrede.

### Renæssancen
Endelig begyndte nogle forskere at udforske og definere nogle af det rationelle flys basale designs. Den mest bemærkelsesværdige af dem var Leonardo da Vinci, selvom hans indsats først blev kendt i 1797, og påvirkede derfor ikke udviklingen over de næste trehundrede år. Selvom at hans designs var meget rationelle, var de ikke baseret på særlig meget videnskab.
Leonardo studerede fugle der fløj, analyserede det og foregreb mange af grundprincipperne i aerodynamik. Han forstod at "et objekt laver så meget modstand til luften som luften gør til objektet" Newton ville ikke offentliggøre hans 3. lov indtil 1687.
Fra det sidste år i det 15. århundrede tegnede han mange designs for flyvemaskiner og mekanismer, inkluderende ornitcoptere, rotorfly, faldskærme, m.m. Hans første designs var menneskedrevne typer inkluderende ornitcoptere og rotorfly, han fandt dog senere ud af vanskelighederne af luftfartøjer hvor man selv skal bruge sin krop til at skabe fart og opdrift, og fik senere interesse for kontrolleret svæveflyvning, og tegnede også nogle designs hvor luftfartøjerne var drevet af en fjeder.

## Lettere end luft

### Begyndelsen af den moderne teori
I 1670 offentliggjorde Francesco Lana de Terzi et værk, der foreslog at flyvninger der var lettere end luft ville være muligt ved hjælp af kobber folie kugler der, som indeholder et vakuum, ville være lettere end den fortrængte luft til at løfte et luftskib. Mens teorien var god nok, var hans design ikke muligt: trykket af den omgivende luft ville knuse kuglerne.
I 1709 præsenterede Bartolomeu de Gusmão en ansøgning til kong John V af Portugal, hvor han tiggede om støtte til sin opfindelse af et luftskib. Den offentlige test af maskinen, som blev fastsat til 24. juni 1709, fandt aldrig sted. Ifølge nylige beretninger, syntes Gusmão at have lavet flere mindre ambitiøse eksperimenter med denne maskine.

### Balloner
1783 var et skelsættende år for luftballonflyvninger og luftfart, mellem den 4. juni og 1. december blev fem store luftfartmilepæle opnået i Frankrig:
- Den 4. juni, fik Brødrene Montgolfier vist deres ubemandede luftballon ved Annonay, Frankrig.
- Den 27. august, lancerede Jacques Charles og Robert brødre verdens første ubemandet brint-fyldte ballon, fra Champ-de-Mars, Paris.
- Den 19. oktober, lancerede Montgolfiers den første bemandede flyvning, en tøjret ballon med mennesker om bord ved Folie Titon i Paris. Piloterne var videnskabsmanden Pilâtre de Rozier, fremstillings leder Jean-Baptiste Réveillon, og Giroud de Villette.
- Den 21. november, lancerede Montgolfiers den første frie flyvning med menneskelige passagerer. Kong Ludvig XVI havde oprindeligt bestemt, at dømte forbrydere ville være de første piloter, men Pilâtre de Rozier, sammen med Marquis François d'Arlandes, var alligevel de første piloter. De fløj 8 km i en ballon drevet af en brændende træ.
- Den 1. december, lancerede Jacques Charles og Nicolas-Louis Robert deres bemandet brint ballon fra Jardin des Tuileries i Paris, midt i en skare af 400.000. De steg op til en højde på ca. 1.800 fod(550 m) og landede ved solnedgang i Nesles-la-Vallée efter en flyvning på 2 timer og 5 minutter, der dækkede 36 km. Efter Robert steg ned, besluttede Charles at stige op alene. Den gang steg han hurtigt op til en højde på omkring 3.000 meter, hvor han så solen igen, fik ekstrem smerte i hans ører, og fløj aldrig igen.

Ballonflyvning fik stor opmærksomhed i Europa i slutningen af det 18. århundrede, der gav den første detaljerede forståelse af forholdet mellem højde og atmosfæren.
Arbejdet med at udvikle en styrbar (eller mere styrbar) ballon (nu kaldt en luftskib) fortsatte sporadisk i hele det 19. århundrede. Den første drevne, kontrolleret, og vedvarende lettere end luft flyvning menes at have fundet sted i 1852, hvor Henri Giffard fløj 22 km i Frankrig, med en dampdrevet maskine.
Ikke-styrbare balloner blev benyttet under den amerikanske borgerkrig af Union Army Balloon Corps. Den unge Ferdinand von Zeppelin var den første til at flyve som en ballon-passager med Unionen Army of the Potomac i 1863.
I begyndelsen af 1900'erne var ballonflyvning en populær sport i Storbritannien. Disse privatejede balloner brugte normal bygas som løfte-gas. Bygas har den halve løftekraft af brint, så ballonerne skulle være større, dog var bygas langt lettere tilgængelige og de lokale gasværker sørgede for en speciel letvægtsformel for særlige ballonflyvningsbegivenheder. 

### Luftskibe
Luftskibe blev oprindeligt kaldt "styrbare balloner", men kaldes luftskibe i dag.
Et andet fremskridt blev lavet i 1884, da den el-drevne flyvning blev lavet i en fransk luftskibshær, La France, Charles Renard og Arthur Krebs. De 170 fod lange, 1,900 m3 luftskib dækkede 8 km på 23 minutter ved hjælp af en elmotor med 8½ hestekræfter.
Men disse luftfartøj var generelt kortvarig og yderst skrøbelig. Rutinemæssige, kontrollerede flyvninger var ikke mulige, før fremkomsten af forbrændingsmotoren (se nedenfor).
Det første fly til at lave rutinemæssige kontrollerede flyvninger var blimp. Den mest succesfulde tidlige banebrydende pilot af denne flytype var den brasilianske Alberto Santos-Dumont, der faktisk kombinerede en ballon med en forbrændingsmotor. Den 19 oktober 1901 fløj han sit luftskib "Number 6" over Paris fra Parc de Saint Cloud omkring Eiffeltårnet og tilbage på under 30 minutter og vandt Deutsch de la Meurthe præmie. Santos-Dumont gik ud på at designe og bygge flere fly. Efterfølgende kontrovers omkring hans og andres konkurrerende fordringer i forbindelse med luftfartøjer overskyggede hans store bidrag til udviklingen af luftskibe.
På samme tid hvor, ikke-stive luftfartøjer begyndte at have en vis succes, var de første vellykkede stive luftskibe også i gang med at blive udviklet. Disse ville være langt mere egnede end fastvingede fly i form af den bedste lastkapacitet i årtier. Zeppeliners design og avancement blev banebrydende hos den tyske greve Ferdinand von Zeppelin.
Byggeriet af det første Zeppelin luftskib begyndte i 1899 ved Lake Constance i bugten Manzell, Friedrichshafen. Dette havde til formål at starte lette-proceduren, da halen let kunne rettes ind efter vinden. Luftskibets prototype LZ 1 (LZ for "Luftschiff Zeppelin") havde en længde på 128 m og blev drevet af to Daimler motorer på 14,2 hestekræfter og afbalanceret ved at flytte en vægt mellem de to naceller.
Dens første flyvning, den 2. juli 1900, varede 18 minutter, da LZ 1 blev tvunget til at lande på søen efter afviklings mekanisme for balancering af vægt var gået i stykker. Efter reparationen, beviste teknologien sit potentiale i de efterfølgende flyvninger. Det franske luftskib La France kunne oprindeligt flyve 6 m/s men blev forbedret med 3 m/s, men kunne alligevel ikke overbevise mulige investorer. Der gik flere år, før greven var i stand til at rejse midler nok til en andet forsøg.
Selvom luftskibe blev brugt i både 1.- og 2. Verdenskrig, er deres udvikling stort set blevet overskygget af tungere-end-luft fartøjer.